# Svend Smith
Svend Smith (* 24. Juli 1907 in Gentofte; † 13. November 1985 ebenda) war ein dänischer Phonetiker.

## Leben
Nach der Promotion (Bidrag til Løsning af Problemer vedrørende Strodet i dansk Rigssprog) an der Universität Kopenhagen 1944 zum Dr. phil. lehrte er von 1967 bis 1975 als Professor für Phonetik an der Universität Hamburg.

## Schriften (Auswahl)
- Bidrag til Løsning af Problemer vedrørende Stødet i dansk Rigssprog. En eksperimentalfonetisk Studie. Kaifer, København 1944, OCLC 465686852 (zugleich Dissertation, København 1944).
- Contributions to the solution of problems concerning the Danish Stød. Kaifer, København 1944, OCLC 582444217 (zugleich Dissertation, København 1944).
- Mester Jakel. Nyt Nordisk Forlag Arnold Busck, København 1945, OCLC 465686852.
- Die Akzentmethode und ihre theoretischen Voraussetzungen. Spezial-Pädagogischer Verlag, Flensburg 1980, OCLC 718087115.